# Protoventuria major
Protoventuria major är en svampart som först beskrevs av M.E. Barr, och fick sitt nu gällande namn av B. Erikss. 1974. Protoventuria major ingår i släktet Protoventuria och familjen Venturiaceae.  Arten är reproducerande i Sverige. Inga underarter finns listade i Catalogue of Life.